# بوانت-آه-بيتر
بوانت-آه-بيتر (بالفرنسية: Pointe-à-Pitre)‏ هي كبرى مدن إقليم جوادلوب الفرنسي في جزر الأنتيل الصغرى، وهي مقر دائرة بوانت-آه-بيتر. يبلغ عدد سكانها 16063 نسمة (حسب إحصاء 1 يناير 2011).

## المناخ
يظهر الجدول التالي التغييرات المناخية على مدار السنة لبوانت-آه-بيتر:
| البيانات المناخية لـبوانت-آه-بيتر  | البيانات المناخية لـبوانت-آه-بيتر | البيانات المناخية لـبوانت-آه-بيتر | البيانات المناخية لـبوانت-آه-بيتر | البيانات المناخية لـبوانت-آه-بيتر | البيانات المناخية لـبوانت-آه-بيتر | البيانات المناخية لـبوانت-آه-بيتر | البيانات المناخية لـبوانت-آه-بيتر | البيانات المناخية لـبوانت-آه-بيتر | البيانات المناخية لـبوانت-آه-بيتر | البيانات المناخية لـبوانت-آه-بيتر | البيانات المناخية لـبوانت-آه-بيتر | البيانات المناخية لـبوانت-آه-بيتر | البيانات المناخية لـبوانت-آه-بيتر |
| الشهر                              | يناير                             | فبراير                            | مارس                              | أبريل                             | مايو                              | يونيو                             | يوليو                             | أغسطس                             | سبتمبر                            | أكتوبر                            | نوفمبر                            | ديسمبر                            | المعدل السنوي                     |
| ---------------------------------- | --------------------------------- | --------------------------------- | --------------------------------- | --------------------------------- | --------------------------------- | --------------------------------- | --------------------------------- | --------------------------------- | --------------------------------- | --------------------------------- | --------------------------------- | --------------------------------- | --------------------------------- |
| الدرجة القصوى °م (°ف)              | 31.8 (89.2)                       | 32.1 (89.8)                       | 32.8 (91.0)                       | 33.3 (91.9)                       | 33.3 (91.9)                       | 33.4 (92.1)                       | 34.2 (93.6)                       | 34.2 (93.6)                       | 34.1 (93.4)                       | 34.1 (93.4)                       | 33.4 (92.1)                       | 32.4 (90.3)                       | 34.2 (93.6)                       |
| متوسط درجة الحرارة الكبرى °م (°ف)  | 29.2 (84.6)                       | 29.2 (84.6)                       | 29.7 (85.5)                       | 30.3 (86.5)                       | 30.9 (87.6)                       | 31.4 (88.5)                       | 31.6 (88.9)                       | 31.9 (89.4)                       | 31.7 (89.1)                       | 31.3 (88.3)                       | 30.5 (86.9)                       | 29.7 (85.5)                       | 30.6 (87.1)                       |
| المتوسط اليومي °م (°ف)             | 24.9 (76.8)                       | 24.9 (76.8)                       | 25.3 (77.5)                       | 26.3 (79.3)                       | 27.2 (81.0)                       | 27.9 (82.2)                       | 28.0 (82.4)                       | 28.0 (82.4)                       | 27.8 (82.0)                       | 27.3 (81.1)                       | 26.5 (79.7)                       | 25.5 (77.9)                       | 26.6 (79.9)                       |
| متوسط درجة الحرارة الصغرى °م (°ف)  | 20.7 (69.3)                       | 20.6 (69.1)                       | 21.0 (69.8)                       | 22.2 (72.0)                       | 23.6 (74.5)                       | 24.3 (75.7)                       | 24.3 (75.7)                       | 24.1 (75.4)                       | 23.8 (74.8)                       | 23.3 (73.9)                       | 22.4 (72.3)                       | 21.3 (70.3)                       | 22.6 (72.7)                       |
| أدنى درجة حرارة °م (°ف)            | 13.5 (56.3)                       | 13.0 (55.4)                       | 13.9 (57.0)                       | 15.8 (60.4)                       | 16.4 (61.5)                       | 18.9 (66.0)                       | 19.6 (67.3)                       | 19.8 (67.6)                       | 19.5 (67.1)                       | 19.0 (66.2)                       | 16.8 (62.2)                       | 14.4 (57.9)                       | 13.0 (55.4)                       |
| الهطول مم (إنش)                    | 83.0 (3.27)                       | 60.0 (2.36)                       | 67.9 (2.67)                       | 96.5 (3.80)                       | 134.1 (5.28)                      | 107.8 (4.24)                      | 129.6 (5.10)                      | 169.1 (6.66)                      | 206.2 (8.12)                      | 214.5 (8.44)                      | 213.9 (8.42)                      | 134.0 (5.28)                      | 1٬616٫6 (63.65)                   |
| متوسط أيام هطول الأمطار (≥ 1.0 mm) | 15.83                             | 12.30                             | 11.10                             | 10.73                             | 13.07                             | 13.20                             | 15.20                             | 16.43                             | 16.27                             | 17.50                             | 17.40                             | 16.47                             | 175.50                            |
| ساعات سطوع الشمس الشهرية           | 192.4                             | 182.7                             | 217.5                             | 211.4                             | 212.7                             | 206.5                             | 198.3                             | 221.5                             | 200.6                             | 181.7                             | 181.4                             | 189.1                             | 2٬395٫7                           |
| المصدر: Meteo France               |                                   |                                   |                                   |                                   |                                   |                                   |                                   |                                   |                                   |                                   |                                   |                                   |                                   |

## معرض صور

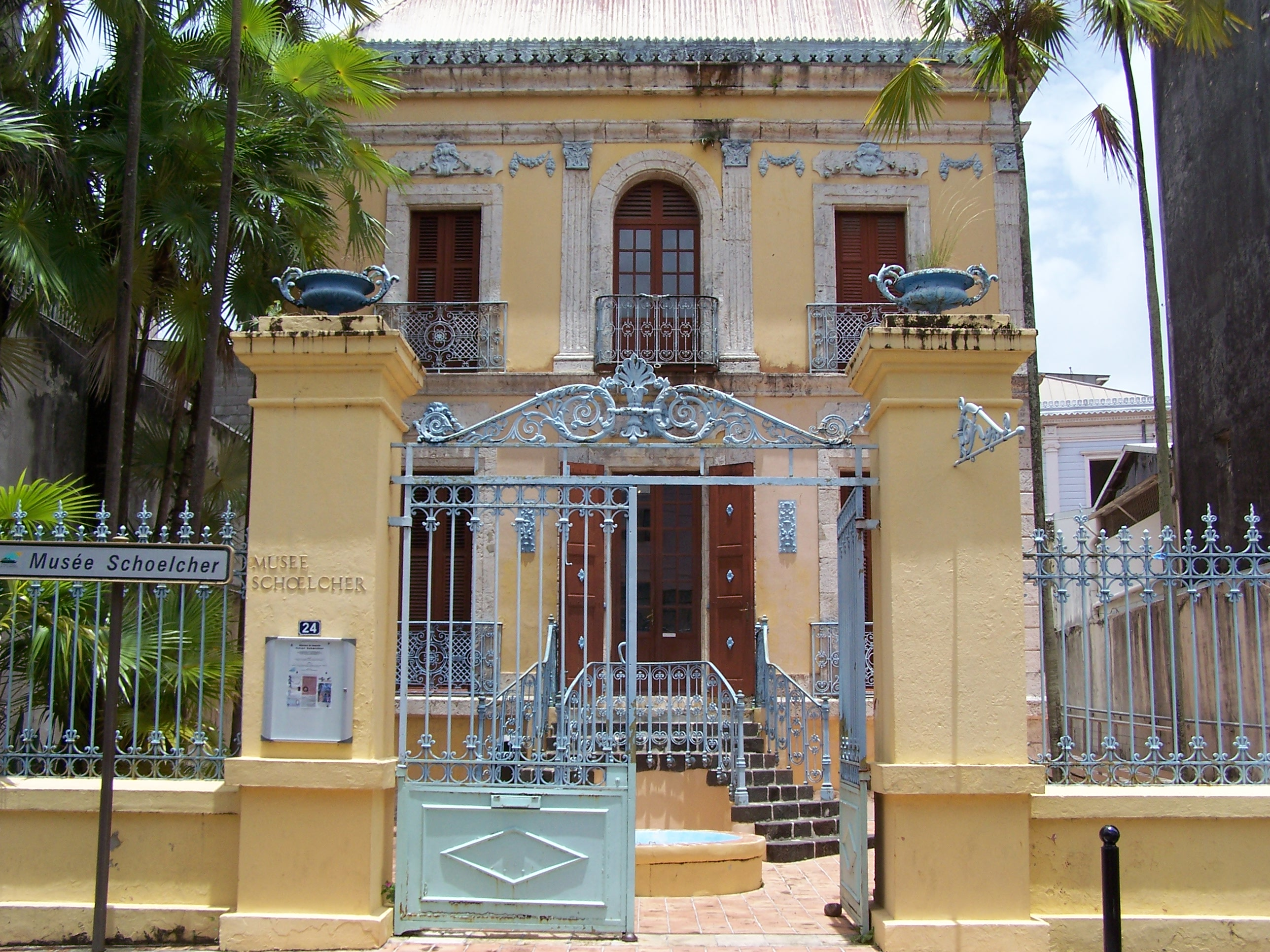
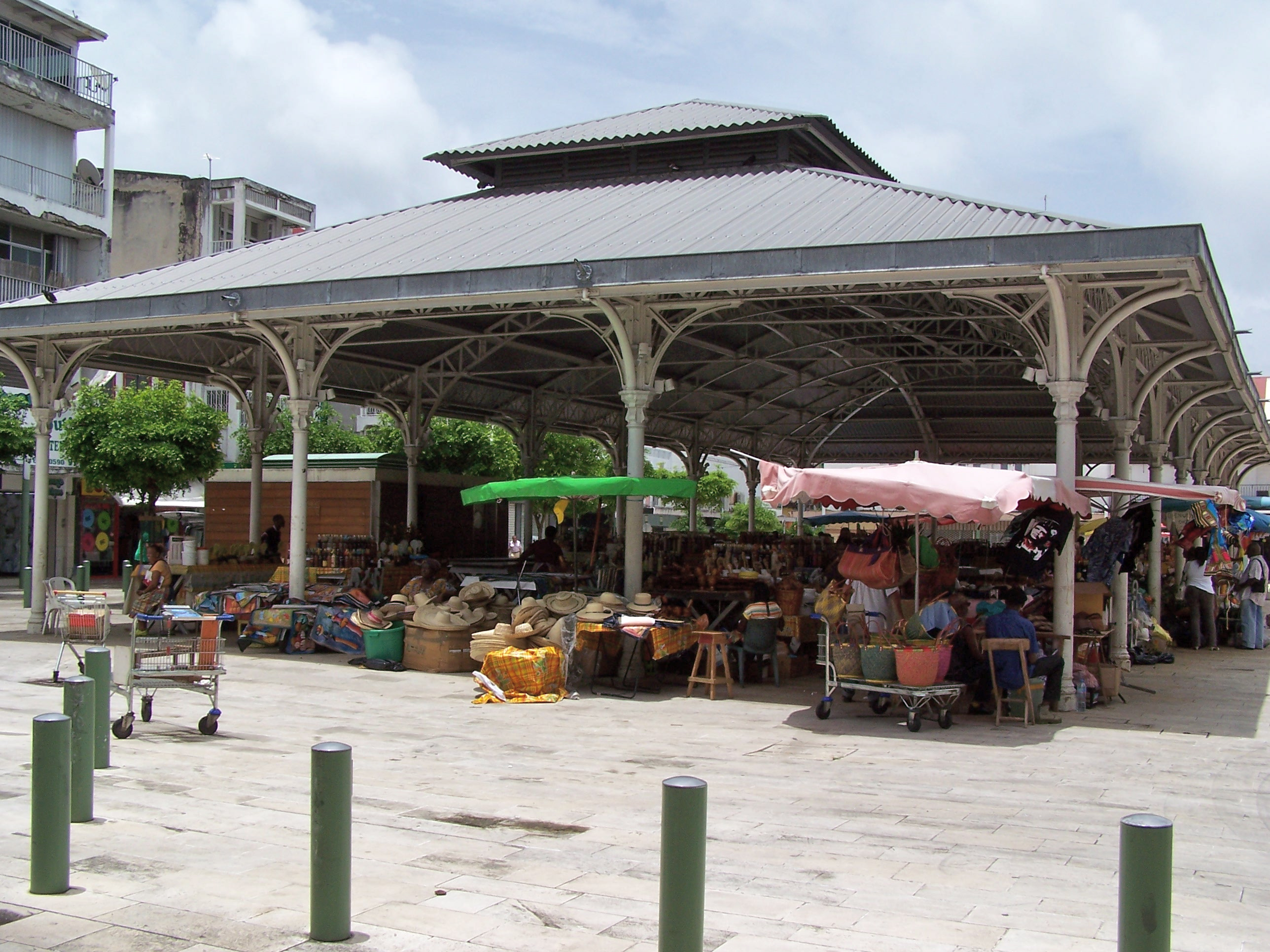
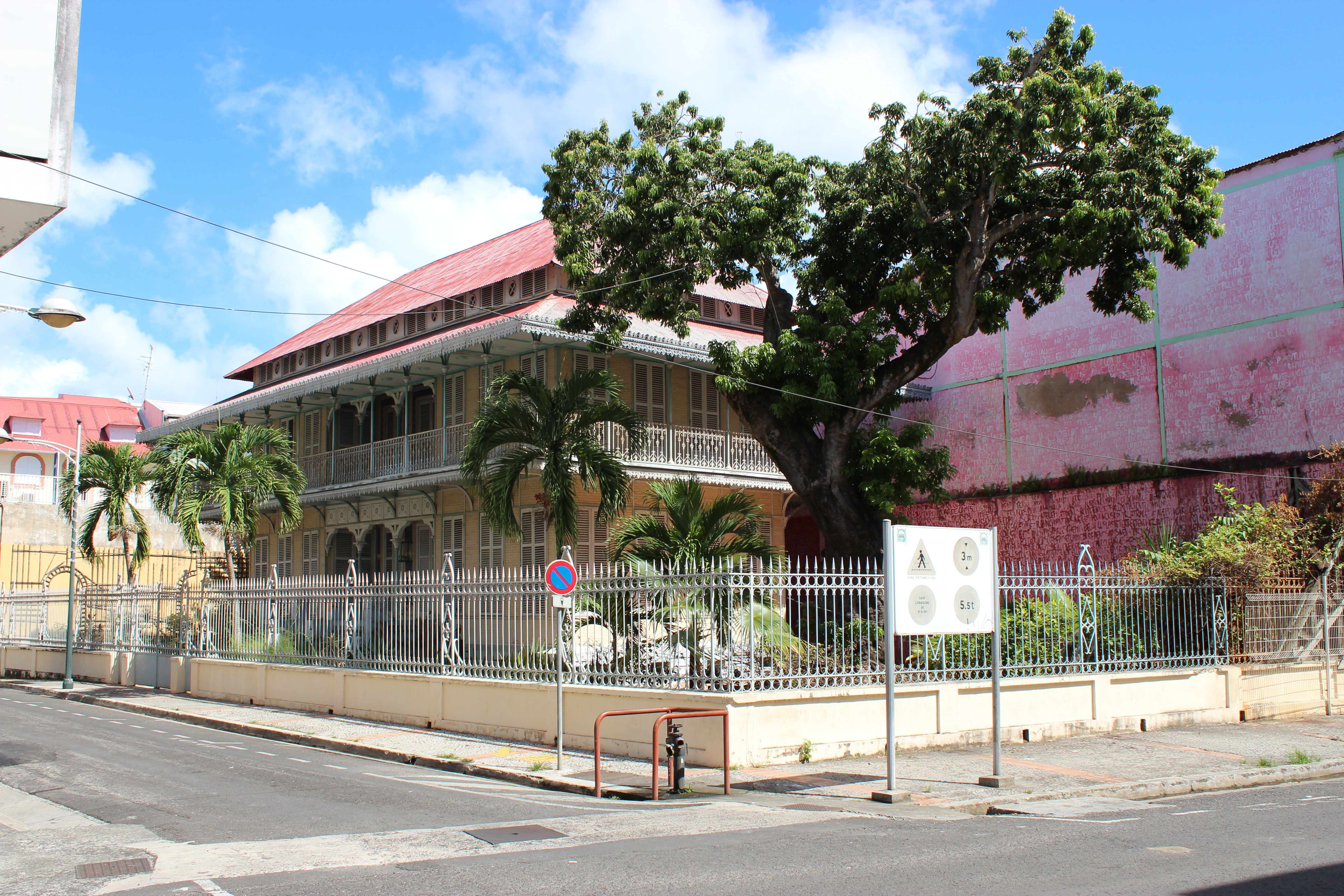
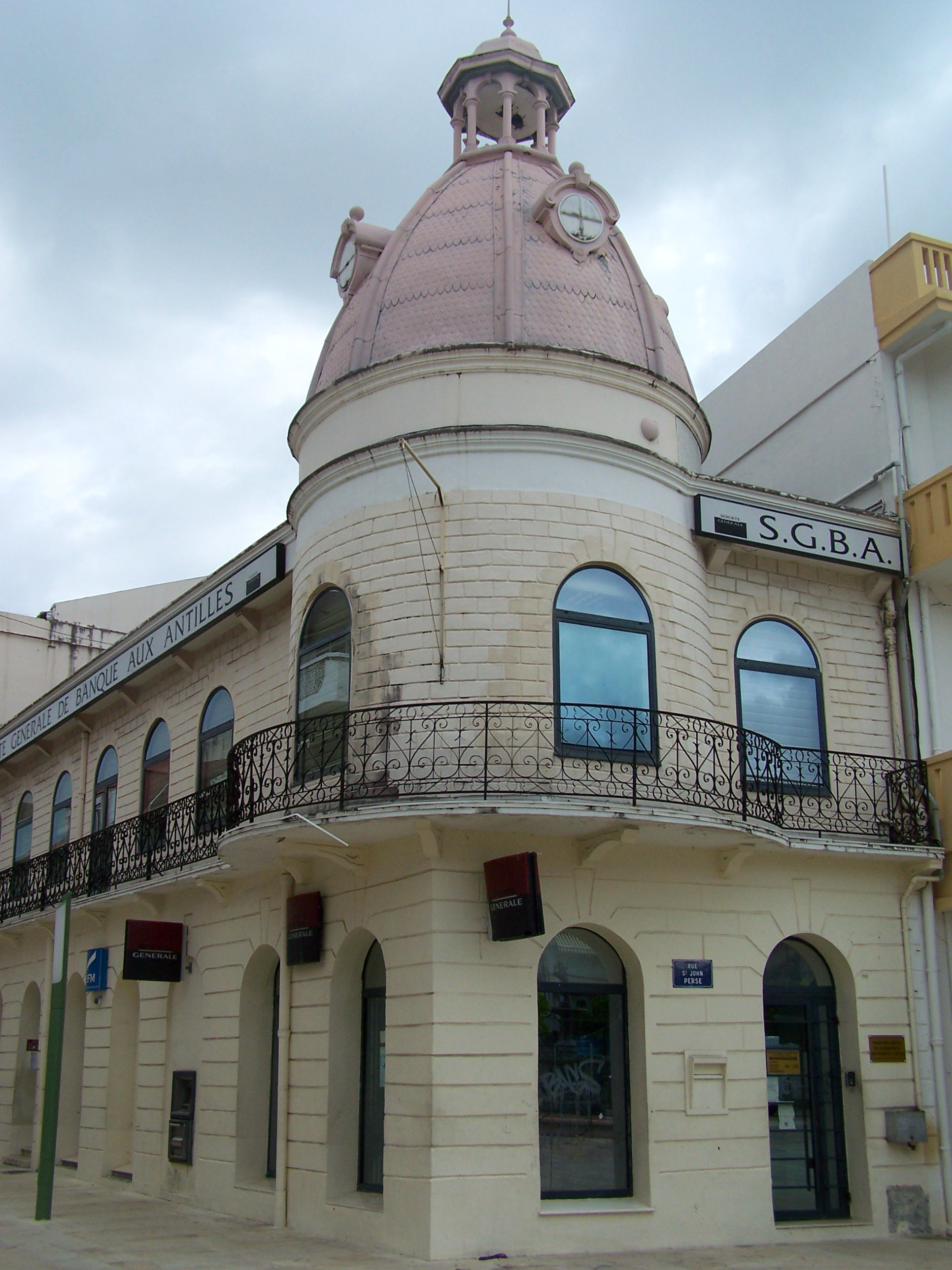
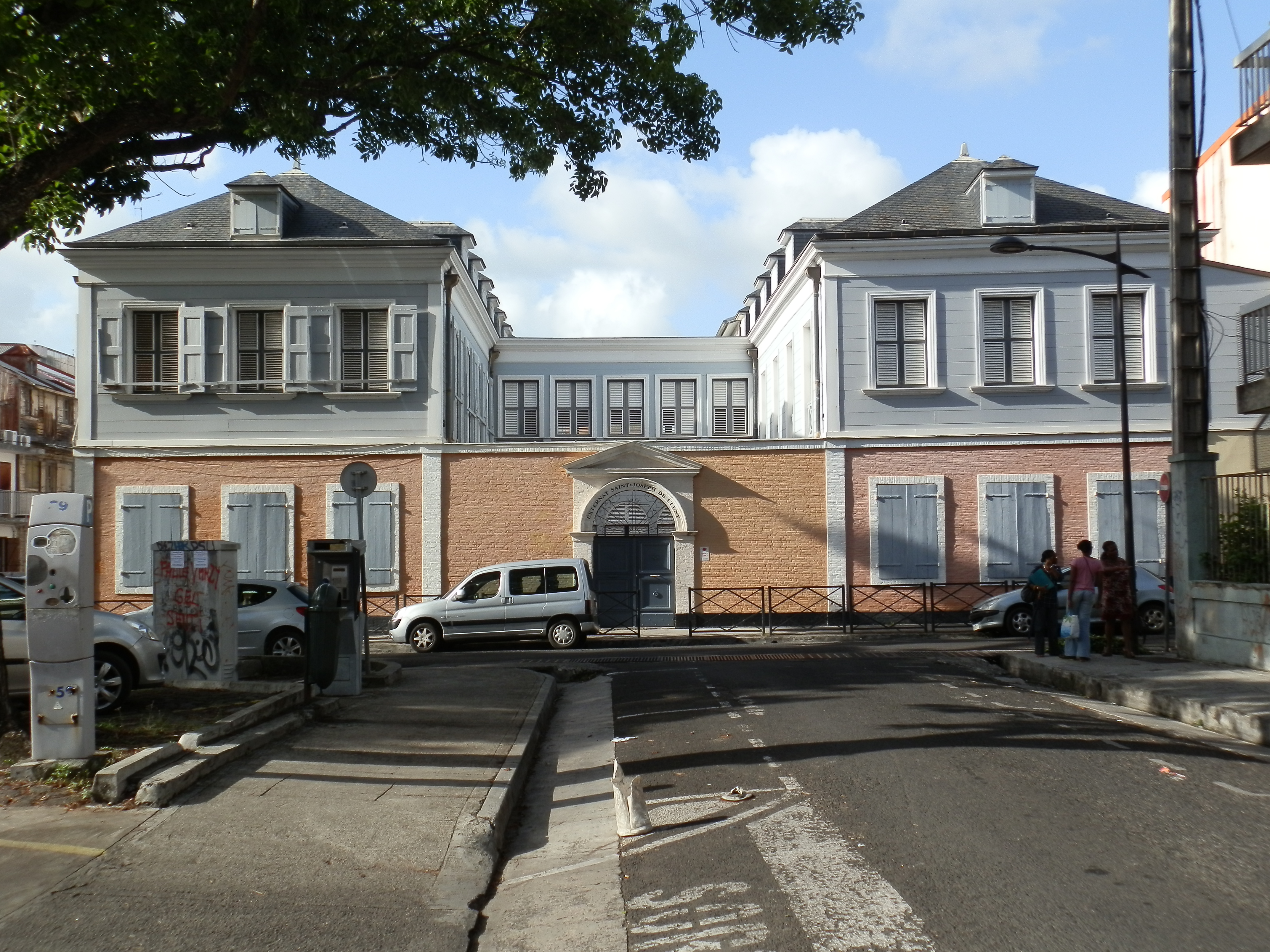

## توأمة
لبوانت-آه-بيتر اتفاقيات توأمة مع:
- أورلي

## أعلام
- سان جون بيرس
- باول فالنتينو